# Marc Locatelli

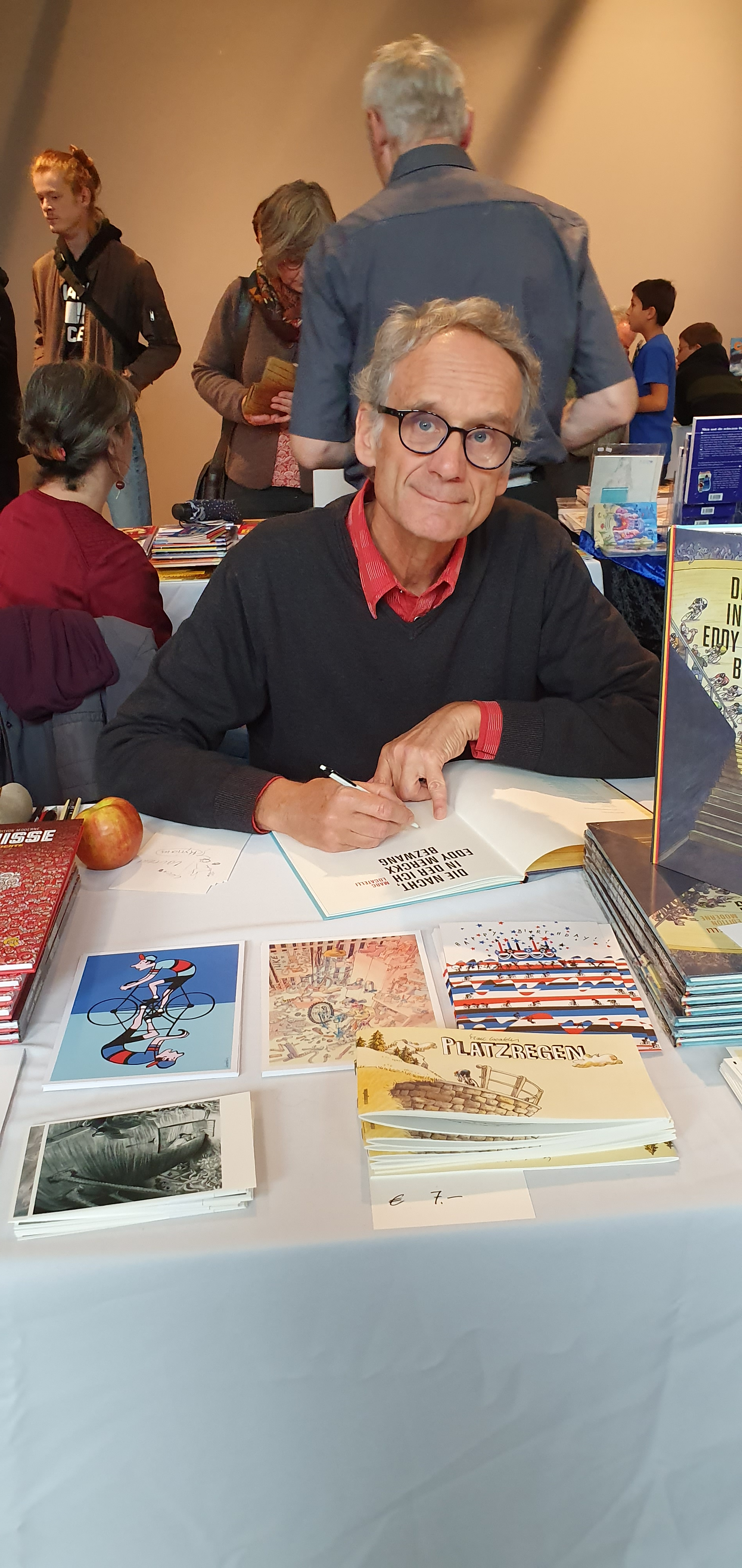
Marc Locatelli auf der Comiciade 2019 in Eupen

Marc Locatelli (* 1954 in Zürich) ist ein Schweizer Illustrator, Cartoonist, Grafiker und Schauspieler sowie ehemaliger Radrennfahrer und Radtrainer.

## Leben
Marc Locatelli ist gelernter Grafiker. An der Fachhochschule Zentralschweiz in Luzern studierte er Design. Seit 1989 arbeitet er als selbständiger Illustrator, Cartoonist und Grafiker. Als Schauspieler ist er Ensemblemitglied am Zürcher Theater Dampf.
Er ist Kurator der Kunstkabine, einer 2004 eröffneten Galerie zum Thema Radsport auf dem Areal der offenen Rennbahn Oerlikon. Es handelt sich um eine ehemalige Telefonkabine, sie ist mit zwei Kubikmetern die kleinste Galerie der Schweiz.
Sein Comic «Die Nacht, in der ich Eddy Merckx bezwang» erschien 2019 und ist autobiographisch. Er handelt von einem Bahnradwettbewerb im Hallenstadion in Zürich aus dem Jahre 1978, in dem es Marc Locatelli schaffte, sich vor dem ehemaligen Weltmeister Eddy Merckx zu platzieren.

## Veröffentlichungen
- Urs Zimmermann (Illustrationen: Marc Locatelli): Im Seitenwind. Edition 8, Zürich 2001, ISBN 978-3-85990-028-8.
- Dianne Dicks, Katalin Feteke (Illustrationen: Mark Locatelli; Fotos: Emanuel Ammon): Ticking Along with Swiss Kids. Berglie Books, Basel 2007, ISBN 978-3-905252-15-6.
- Margaret Oertig (Illustrationen: Marc Locatelli): Going Local, your guide to Swiss schooling. Bergli Books, Basel 2012, ISBN 978-3-905252-25-5.
- Lea Guidon, Andreas Neeser (Illustrationen: Marc Locatelli): Ravi & Oli in Gründland. Orell Füssli Verlag, Zürich 2015, ISBN 978-3-280-03488-0.
- Kicken, Kopfstehen, Klettern. Das grosse Sportwimmelbuch. Orell Füssli Verlag, Zürich 2016, ISBN 978-3-280-03492-7.
- mit Martin Born (Hrsg.): Tour de Suisse. Edition Moderne, Zürich 2017, ISBN 978-3-03731-162-2.
- Draussen, drinnen, überall. Das grosse Ferienwimmelbuch. Orell Füssli Verlag, Zürich 2018, ISBN 978-3-280-03536-8.
- Die Nacht, in der ich Eddy Merckx bezwang. Edition Moderne, Zürich 2019, ISBN 978-3-03731-193-6.